# Jaschnovia tolli
Jaschnovia tolli is een eenoogkreeftjessoort uit de familie van de Aetideidae. De wetenschappelijke naam van de soort is voor het eerst geldig gepubliceerd in 1913 door Linko.